# Heleieth Saffioti
Heleieth Iara Bongaguani Saffioti (4 tháng 1 năm 1934 – 13 tháng 12 năm 2010) là một nhà xã hội học, giáo viên và nhà hoạt động nữ quyền người Brazil.

## Đời sống
Saffioti là con gái của một thợ may và thợ xây. Bà sinh ra ở Ibirá năm 1934 ở bang São Paulo. Bàtốt nghiệp ngành Khoa học xã hội tại Khoa Triết học, Khoa học và Thư của Đại học São Paulo (USP) năm 1960. Cùng năm đó, bà bắt đầu nghiên cứu học thuật đầu tiên về tình trạng phụ nữ ở Brazil, một chủ đề mà sẽ là đối tượng của luận án cho Khoa Triết học, Khoa học và Thư của Araraquara, Đại học bang São Paulo (UNESP), mang tên A mulher na sociedade de classe: mito e realidade (Người phụ nữ trong xã hội giai cấp: huyền thoại và hiện thực), dưới thời giáo sư Florestan Fernandes, được Saffioti bảo vệ năm 1967 và được xuất bản năm 1976. Cuốn sách này là cuốn sách bán chạy nhất vào thời điểm đó và cho đến ngày nay, nó vẫn được sử dụng làm tài liệu tham khảo trong nghiên cứu về giới. Quan điểm mácxít của bà là nguồn gốc của sự chỉ trích vì cuộc đảo chính quân sự gần đây năm 1964, nhưng bà được coi là một trong những nhà lý luận quan trọng nhất trên toàn thế giới về sự phát triển của "chủ nghĩa nữ quyền biện chứng".
Saffioti là giáo sư tại Đại học Pontifícia Católica de São Paulo (PUC-SP) và giáo sư thỉnh giảng tại Trường Dịch vụ Xã hội Đại học Liên bang Rio de Janeiro (UFRJ). Bà đã tạo ra một Trung tâm nghiên cứu về giới, giai cấp và dân tộc tại UFRJ, giám sát luận văn tại PUC-SP và nghỉ hưu từ UNESP (cơ sở Araraquara), trong đó anh là giáo sư danh dự. Mặc dù bà có vị trí học thuật, Saffioti không liên kết với các tổ chức khác vì không muốn mất "tự do tư tưởng". Năm 2005, bà được đưa vào tuyên bố chung "1000 phụ nữ vì giải thưởng Nobel hòa bình", được điều phối bởi tổ chức Phụ nữ vì hòa bình trên toàn thế giới của Thụy Sĩ, nhằm công nhận vai trò của phụ nữ trong các nỗ lực hòa bình. Trong số 1000 phụ nữ có 51 người Brazil.